# محرك أوراكل جريد
محرك أوراكل جريد (بالإنجليزية: Oracle Grid Engine)‏
أضحت البنى التفرعية تستخدم في الكثير من العلوم والمجالات وأصبحت مهمة جدا في التصميم العام للبرامج (soft ware) حيث صارت من إحدى المعايير الهامة بتصميم البرامج التي تستخدم في التقنيات والمجالات العلمية الحديثة.
فالأمثلة على البنى التفرعية كثيرة، منها القديم ومنها الحديث ومنها الذي لم يكتشف بعد، فإحدى الصور للبنى التفرعية هي الحواسيب متعددة المعالجات والتي تعمل على التفرع وفق بنية تفرعية قد تكون معقدة وقد تكون بسيطة، فبعض هذه الحواسيب تستخدم لحسابات معقدة كالحسابات الكونية وغيرها ولكن نادرا ما تستخدم لحسابت بسيطة.
طبعا لا تقف الأمثلة على البنى التفرعية عند الحواسيب متعددة المعالجات أو النواة كما يقال بل تتعداها للكثير من الأمثلة ومن هذه الامثلة على البنى التفرعية الحديثة هي sun grid التي توظف تقريبا ألف عقدة ليتم الوصول لها واستخدامها لخدمة معينة حيث ظهرت هذه التقنية بعام 2007 وأصبحت متاحة في 24 بلد خارج الولايات المتحدة الأمريكية.
سابقا كانت تعرف ب CODINE أي المعالجة في بنية شبكية تفرعية أو GRD أي موجه المصادر العام ومن اسم هذه التقنية نستدل أن الشركة المصممة لها هي SunMicrosystem وهي شركة رائدة غنية عن التعريف تعتمد على الأنظمة مفتوحة المصدر.
تستخدم هذه التقنية محرك يدعى sun grid engine (SGE) الذي يعمل على معالج عالي الأداء، يكون قادرا على إدارة جميع الأعمال وتنفيذها على حواسيب بعيدة وبشكل تفرعي ولا يكتفي بذلك بل يقوم بإدارة كاملة لمصادر هذه الحواسيب كذواكرها ومعالجاتها وأقراص التخزين فيها بل والبرامج التي تعمل عليها.
و لنذكر الآن بعض الميزات لهذه التقنية:
مجموعة من الأعمال التي يتم تنفيذها على حواسيب بعيدة باستخدام مصادرها نفسها
تعتمد على تقنية متقدمة بحجز الحواسيب
التحقق من الأعمال المنفذة يتم عن الحواسيب المستخدمة بأداء المهام لتقليل الضغط على الشبكة
هناك تصحيح للأخطاء متضمن هذه التقنية بالإضافة لمتابعة المهام في حال فشل إحدى العقد.
هناك أعمال موزعة ومهام بالإضافة إلى نقاط تحقق ربط تفرعي معقد إلى حد ما.
تعتمد في التقارير على XML.
SGE تعمل على العديد من النظم ومنها على سبيل المثال لا الحصر Linux –windows-solaris.
إحدى الميزات الهامة لهذه التقنية: وهي cluster architecture
التي غالبا ما تكون مؤلفة من مخدم رئيسي ومخدمات تنفيذية أخرى ويمكن أن نقوم بإعداد مخدمات رئيسية احتياطية يتم استخدامها في حال فشل المخدم الرئيسي في أداء مهامه.
هذه التقنية يتم استخدامها في العديد من المنتجات التي تنتجها شركة Sun لذلك توفر شركة Sun دعم تجاري لهذه التقنية ويمكن الحصول على الدعم والتدريب اللازم من شركة Sun إما عن طريق معتمديها أو عن طريق الإنترنت.

## وصلات خارجية
- محرك أوراكل جريد على موقع Open Hub (الإنجليزية)
- محرك أوراكل جريد على موقع SourceForge (الإنجليزية)